# Program Management Professional
Program Management Professional (PgMP) – certyfikat oferowany przez Project Management Institute od 2007 roku. Certyfikat PgMP poświadcza nabycie kompetencji w zarządzaniu programem projektów. Na dzień 2014-10-31 posiadały go 1123 osoby w różnych regionach świata.
Certyfikat adresowany jest do praktyków biorących udział w zarządzaniu programami, w tym przede wszystkim menadżerów programów. Za program uznaje się co najmniej 2 powiązane ze sobą projekty, którymi warto zarządzać w skoordynowany sposób, aby uzyskać dodatkową wartość.
Kandydat do PgMP powinien mieć co najmniej 4 lata doświadczenia w prowadzeniu programów i 4 lata w doświadczenia w prowadzeniu projektów. Podstawowym źródłem wiedzy jest PMBOK Guide oraz Standard for Program Management.